# Làm móng chân

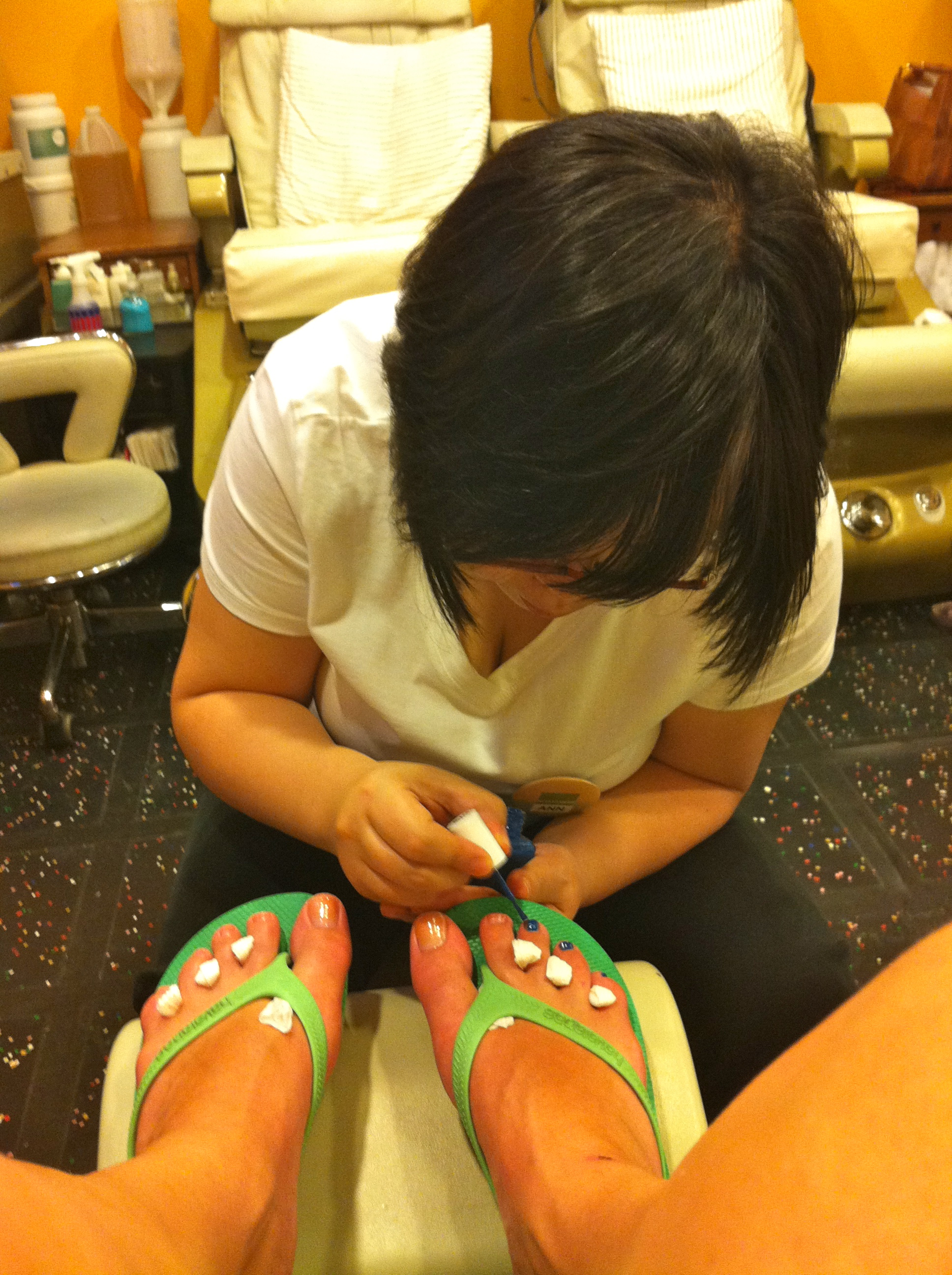
Làm móng chân trong một tiệm làm móng ở thành phố New York

Làm móng chân là một cách để làm đẹp các móng chân người (hiếm hơn là móng động vật). Phương pháp này tương tự cắt móng tay. Làm móng chân có thể ngăn chặn các bệnh về móng. Phụ nữ là đối tượng thường làm móng chân. Các mục đích của làm móng là chăm sóc thẩm mỹ hay điều trị y tế.
Dịch vụ làm móng chân không chỉ giới hạn với móng ngón chân mà còn tẩy tế bài chết ở gót chân hoặc tẩy lông chân bằng cách dùng một loại đá thô gọi là đá bọt.